# Piran de Cornualles
San Piran, o Peran, fue un monje británico del siglo VI, formado en el monasterio galés de Llantwit Major y santo patrón de Cornualles. Su festividad se celebra cada 5 de marzo.

## Nombres de lugar
Ha dado su nombre 
- Perranuthnoe en Cornualles
- Perranarworthal en Cornualles
- Perranwell en Cornualles
- Perranzabuloe en Cornualles
- Porthpyran en Cornualles, en inglés Perranporth
- La parroquia de Saint-Péran en Ille y Vilaine.
- La parroquia de Loc-Pezran, antiguo nombre de Port-Louis en Morbihan

Un oratorio de san Piran se alza en Trézilidé (Finisterre).

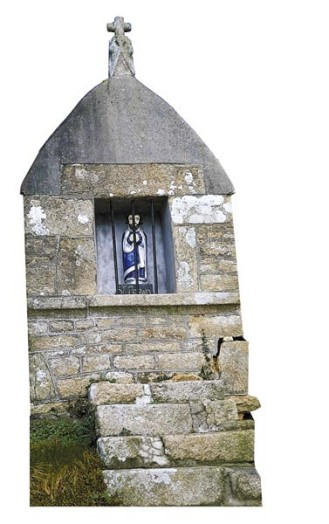
El oratorio de san Piran en Trézilidé.
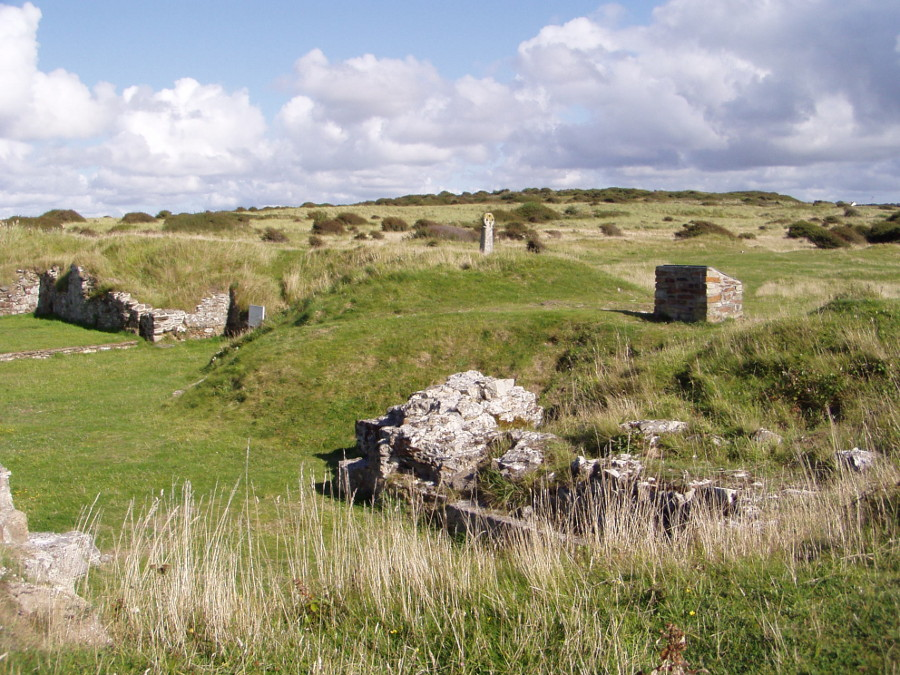
El oratorio de san Piran en Perranzabuloe.

## Bandera de San Piran

Bandera de San Piran, enseña no oficial de Cornualles.

La bandera no oficial de Cornualles y el pueblo córnico es llamada igualmente bandera de San Piran. Se trata de una cruz blanca o de argén sobre fondo negro, los mismos colores pero invertidas que la antigua Kroaz du de Bretaña, que era una cruz negra sobre fondo blanco.

## San Piran en el Valle de los Santos
La estatua de san Piran es la centésima estatua del Valle de los Santos, colocada en julio de 2018 después de haber venido en barco desde la Cornualles inglesa.